# 沃尔沃S70
沃尔沃S70（Volvo S70）是由沃尔沃汽车公司（中文亦稱富豪汽車）生产的一款紧凑型豪华轿车，于1996-2000年間推出。
1. ↑  . Media.ford.com.   [2010-12-06]. （原始内容存档于2010-06-15）.